# Hardware de rede
Hardware de rede, ou dispositivos de rede, referem-se aos equipamentos que facilitam e dão suporte ao uso de uma rede de computadores, ou seja, são os meios físicos necessários para a comunicação entre os componentes participantes de uma rede. São exemplos típicos de dispositivos de rede:
- switches;
- roteadores;
- concentradores;
- repetidores;
- adaptadores de rede;
- modem;
- gateway;
- bridge;
- firewall;
- pontos de acesso sem fio,
- e outros hardwares relacionados.

O tipo mais básico de hardware de rede são os adaptadores de rede Ethernet, ajudados em grande parte por sua inclusão-padrão na maioria dos sistemas informáticos modernos. Todavia, redes sem fio tem se tornado cada vez mais populares, especialmente para dispositivos portáteis.
Outros equipamentos prevalecentes no campo do hardware de rede são aqueles utilizados em datacenters (tais como servidores de arquivos, servidores de bancos de dados, dispositivos de armazenamento, serviços de rede (tais como DNS, DHCP, e-mail etc) bem como outros dispositivos específicos de rede tais como provimento de conteúdo.
Outros dispositivos diversos que poderiam ser considerados hardware de rede incluem telefones celulares, PDAs, impressoras e mesmo máquinas de café modernas (e outros dispositivos conectados na Internet). A medida que a tecnologia avança e redes baseadas no protocolo IP são integradas na infraestrutura de edifícios e em utilidades domésticas, o hardware de rede torna-se onipresente devido ao número crescente de pontos de rede possíveis.